# Estación de Juárez
Juárez es una estación de trenes que se encuentra en Juárez, Chiapas.